# Bongwan

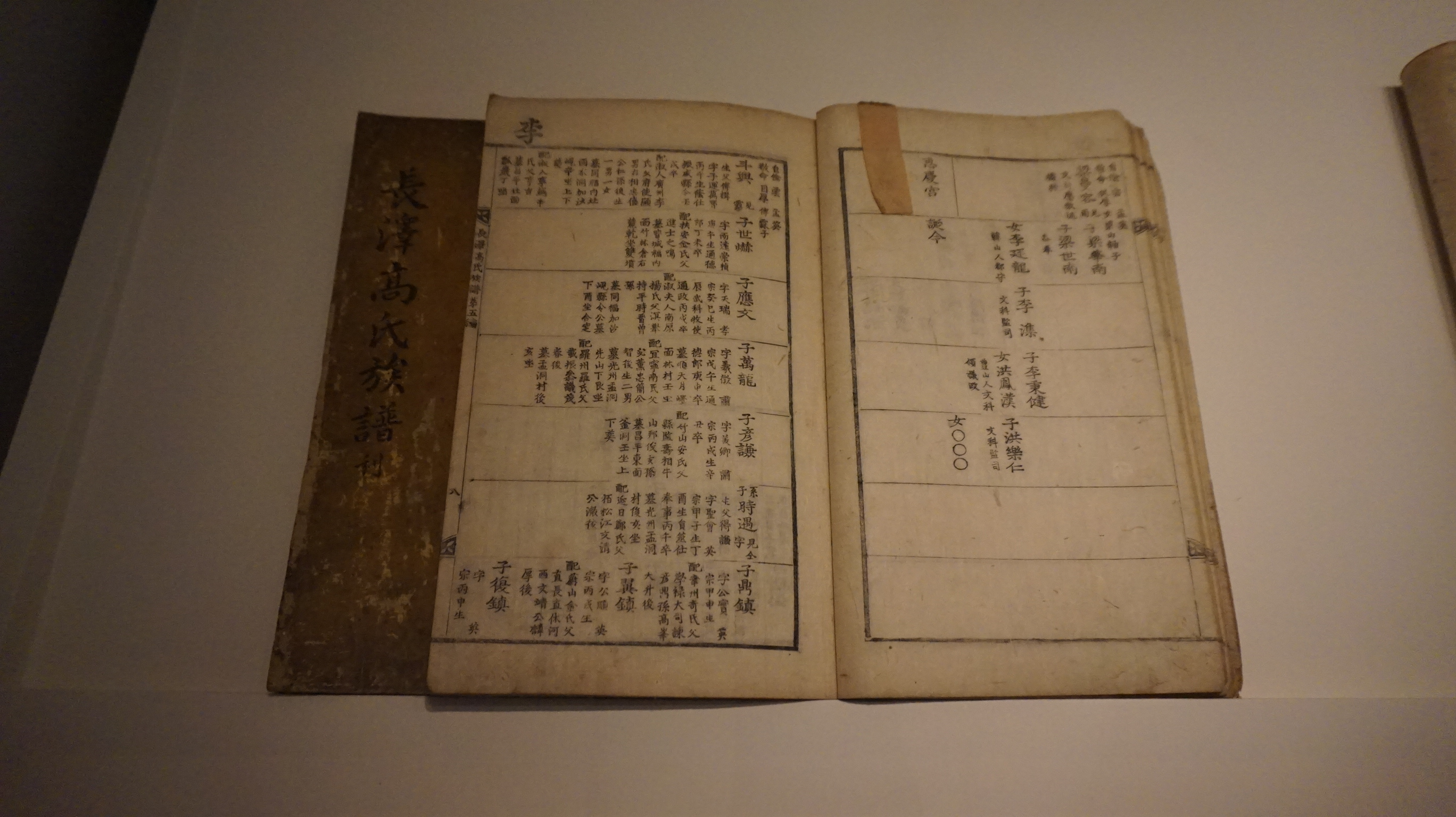
Jokbo (registro genealogico) del bongwan Jangtaek Go.

Bongwan (본관?, 本貫?, Pon'gwanMR), anche bonjeok (본적?, 本籍?, ponchŏkMR), bon (본?, 本?, ponMR) e gwanhyang (관향?, 貫鄕?, kwanhyangMR), è un termine utilizzato per identificare un lignaggio nell'onomastica coreana.
Il nome di ciascun bongwan è formato da due parti, un luogo (corrispondente al luogo di nascita o d'insediamento dell'antenato fondatore) e il cognome: ad esempio, Andong Kim (안동 김씨?) identifica il lignaggio dei Kim di Andong. L'appartenenza a un bongwan viene tramandata dal padre ai figli. Nel 2000, in Corea del Sud erano in uso 286 cognomi e 4179 bongwan: i Gimhae Kim costituivano il 9% dell'intera popolazione, seguiti dai Miryang Park (6,6%) e dai Jeonju Yi (5,7%), mentre oltre il 66% dei bongwan aveva meno di mille membri. I bongwan più popolosi sono divisi in sottogruppi più ristretti chiamati "pa".

## Storia
Nato in Cina durante la dinastia Zhou e adottato in Corea sotto l'influenza della dinastia Tang, il sistema dei bongwan fu introdotto per distinguere le stirpi che, pur condividendo lo stesso cognome, discendevano da antenati diversi, in considerazione del fatto che un quinto della popolazione coreana portava il medesimo cognome. Il periodo della loro effettiva entrata in vigore è dibattuto: taluni sostengono che fossero già in uso quando venne fondato il regno di Silla nel 57 a.C., ma la maggior parte ritiene che siano stati introdotti quasi un millennio più tardi, quando il governo centrale di Silla unificato s'indebolì e i nobili delle province emersero come forza indipendente e dominante con la transizione verso il regno di Goryeo. In Silla i cognomi erano privilegio dei nobili, e il primo sovrano della nuova dinastia, Taejo, continuò la tradizione di permettere ai sudditi leali di possederne uno, incoraggiando i suoi funzionari a scegliere nuovi cognomi per fondare le proprie stirpi. I bongwan si moltiplicarono anche grazie al fatto che gli stranieri naturalizzati trasferitisi in Corea adottavano cognomi locali istituendo le proprie casate: fu questo il caso dei Deoksu Jang, discendenti dallo uiguro musulmano Samga, e dei Cheonghae Yi, fondati dallo jurchen Tung Duran nel XIV secolo. I progenitori assumevano il nome di sijo e le loro gesta, spesso al limite del mitico, venivano trascritte nel jokbo, il registro di famiglia dove si annotavano tutti i discendenti e i loro principali successi.
Con l'arrivo della successiva dinastia Joseon, i cognomi smisero di essere un privilegio e la gente comune fondò i propri bongwan o si unì a quelli già esistenti, mossa sia dall'enfasi che il neoconfucianesimo poneva sulla pietà filiale e l'ascendenza, sia dal desiderio di migliorare il proprio status sociale. Durante il periodo Joseon, i bongwan godevano di grande importanza, poiché permettevano di stabilire lo status sociale di una persona ed evocavano un forte senso di parentela, e il bongwan di appartenenza determinava la possibilità di accedere alle cariche governative più alte. Si affermò così il "commercio dei cognomi", e chi poteva permetterselo comprava la propria appartenenza a un bongwan di prestigio: questa pratica ottenne una notevole spinta dopo le invasioni giapponesi (1592-1598), quando per la nobiltà impoverita era economicamente vantaggioso inserire nei propri jokbo i mercanti che nel frattempo si erano arricchiti. Nonostante il commercio dei cognomi riducesse il prestigio del bongwan e i vantaggi dell'appartenervi, alcuni – come gli Andong Kim – riuscirono comunque a conservare un notevole potere politico. Dalla seconda metà del 1900 la loro influenza ha continuato a diminuire con l'abbandono del modello di famiglia estesa in favore di quello di famiglia nucleare.
In Corea del Sud i bongwan si rendevano necessari soprattutto in caso di matrimonio, poiché le unioni tra appartenenti allo stesso lignaggio erano proibite, anche se la coppia non aveva alcun legame di sangue diretto. Se non si sposava durante il periodo di grazia che cadeva ogni dieci anni, poteva ricorrere al matrimonio di diritto comune, ma i figli venivano considerati illegittimi. Nel 1997 il bando è stato dichiarato incostituzionale, e l'emendamento al codice civile del 2005 ha proibito solo i matrimoni tra parenti stretti.

## Lista
La seguente lista elenca i 100 bongwan più popolosi in Corea del Sud secondo il censimento del 2000.
| Nome                            | Hangŭl    | Hanja    | Componenti | Fonte   |
| ------------------------------- | --------- | -------- | ---------- | ------- |
| Gimhae Kim                      | 김해 김씨 | 金海金氏 | 4 124 934  | [ 7 ]   |
| Miryang Park                    | 밀양 박씨 | 密陽朴氏 | 3 031 478  | [ 8 ]   |
| Jeonju Yi                       | 전주 이씨 | 全州李氏 | 2 609 890  | [ 9 ]   |
| Gyeongju Kim                    | 경주 김씨 | 慶州金氏 | 1 736 798  | [ 10 ]  |
| Gyeongju Yi                     | 경주 이씨 | 慶州李氏 | 1 424 866  | [ 11 ]  |
| Gyeongju Choe                   | 경주 최씨 | 慶州崔氏 | 976 820    | [ 12 ]  |
| Jinju Kang                      | 진주 강씨 | 晋州姜氏 | 966 710    | [ 13 ]  |
| Gwansan Kim                     | 광산 김씨 | 光山金氏 | 837 008    | [ 14 ]  |
| Papyeong Yun                    | 파평 윤씨 | 坡平尹氏 | 713 947    | [ 15 ]  |
| Cheongju Han                    | 청주 한씨 | 淸州韓氏 | 642 992    | [ 16 ]  |
| Andong Kwon                     | 안동 권씨 | 安東權氏 | 629 291    | [ 17 ]  |
| Indong Jang                     | 인동 장씨 | 仁同張氏 | 591 315    | [ 18 ]  |
| Gimnyeong Kim                   | 김녕 김씨 | 金寧金氏 | 513 015    | [ 19 ]  |
| Pyeongsan Shin                  | 평산 신씨 | 平山申氏 | 496 874    | [ 20 ]  |
| Sunheung Ahn                    | 순흥 안씨 | 順興安氏 | 468 827    | [ 21 ]  |
| Dongnae Jeong                   | 동래 정씨 | 東萊鄭氏 | 442 363    | [ 22 ]  |
| Dalseong Seo                    | 달성 서씨 | 達城徐氏 | 429 353    | [ 23 ]  |
| Andong Kim                      | 안동 김씨 | 安東金氏 | 425 264    | [ 24 ]  |
| Haeju Oh                        | 해주 오씨 | 海州吳氏 | 422 735    | [ 25 ]  |
| Jeonju Choe                     | 전주 최씨 | 全州崔氏 | 392 548    | [ 26 ]  |
| Nampyeong Moon                  | 남평 문씨 | 南平文氏 | 380 530    | [ 27 ]  |
| Namyang Hong                    | 남양 홍씨 | 南陽洪氏 | 379 708    | [ 28 ]  |
| Changnyeong Jo                  | 창녕 조씨 | 昌寧曺氏 | 338 222    | [ 29 ]  |
| Jeju Go                         | 제주 고씨 | 濟州高氏 | 325 950    | [ 30 ]  |
| Suwon Baek                      | 수원 백씨 | 水原白氏 | 316 535    | [ 31 ]  |
| Hanyang Jo                      | 한양 조씨 | 漢陽趙氏 | 307 746    | [ 32 ]  |
| Gyeongju Jeong                  | 경주 정씨 | 慶州鄭氏 | 303 443    | [ 33 ]  |
| Munhwa Ryu                      | 문화 류씨 | 文化柳氏 | 284 083    | [ 34 ]  |
| Miryang Son                     | 밀양 손씨 | 密陽孫氏 | 274 665    | [ 35 ]  |
| Haman Jo                        | 함안 조씨 | 咸安趙氏 | 259 196    | [ 36 ]  |
| Uiseong Kim                     | 의성 김씨 | 義城金氏 | 253 309    | [ 37 ]  |
| Changwon Hwang                  | 창원 황씨 | 昌原黃氏 | 252 814    | [ 38 ]  |
| Jinju Jeong                     | 진주 정씨 | 晋州鄭氏 | 238 505    | [ 39 ]  |
| Naju Im                         | 나주 임씨 | 羅州林氏 | 236 877    | [ 40 ]  |
| Yeosan Song                     | 여산 송씨 | 礪山宋氏 | 232 753    | [ 41 ]  |
| Namwon Yang                     | 남원 양씨 | 南原梁氏 | 218 546    | [ 42 ]  |
| Yeonil Jeong                    | 연일 정씨 | 延日鄭氏 | 216 510    | [ 43 ]  |
| Cheongsong Shim                 | 청송 심씨 | 靑松沈氏 | 212 717    | [ 44 ]  |
| Pyeongtaek Im                   | 평택 임씨 | 平澤林氏 | 210 089    | [ 45 ]  |
| Eunjin Song                     | 은진 송씨 | 恩津宋氏 | 208 816    | [ 46 ]  |
| Beopheung Kim                   | 법흥 김씨 | 法興金氏 | 199 544    | [ 47 ]  |
| Seongju Yi                      | 성주 이씨 | 星州李氏 | 186 188    | [ 48 ]  |
| Haeju Choe                      | 해주 최씨 | 海州崔氏 | 181 840    | [ 49 ]  |
| Gangneung Yu                    | 강릉 유씨 | 江陵劉氏 | 178 913    | [ 50 ]  |
| Icheon Seo                      | 이천 서씨 | 利川徐氏 | 172 072    | [ 51 ]  |
| Changnyeong Seong               | 창녕 성씨 | 昌寧成氏 | 167 903    | [ 52 ]  |
| Gangneung Kim                   | 강릉 김씨 | 江陵金氏 | 165 953    | [ 53 ]  |
| Danyang Woo                     | 단양 우씨 | 丹陽禹氏 | 162 479    | [ 54 ]  |
| Yeonan Cha                      | 연안 차씨 | 延安車氏 | 161 325    | [ 55 ]  |
| Hadong Jeong                    | 하동 정씨 | 河東鄭氏 | 158 396    | [ 56 ]  |
| Gwangju Yi                      | 광주 이씨 | 廣州李氏 | 158 249    | [ 57 ]  |
| Sinan Ju                        | 신안 주씨 | 新安朱氏 | 151 227    | [ 58 ]  |
| Uiryeong Nam                    | 의령 남씨 | 宜寧南氏 | 150 394    | [ 59 ]  |
| Jangsu Hwang                    | 장수 황씨 | 長水黃氏 | 146 575    | [ 60 ]  |
| Yeonan Yi                       | 연안 이씨 | 延安李氏 | 145 440    | [ 61 ]  |
| Yeoheung Min                    | 여흥 민씨 | 驪興閔氏 | 142 572    | [ 62 ]  |
| Jeongseong Jeon                 | 정선 전씨 | 旌善全氏 | 141 380    | [ 63 ]  |
| Gangneung Choe                  | 강릉 최씨 | 江陵崔氏 | 140 854    | [ 64 ]  |
| Hyeonpung Kwak                  | 현풍 곽씨 | 玄風郭氏 | 140 283    | [ 65 ]  |
| Bannam Park                     | 반남 박씨 | 潘南朴氏 | 139 438    | [ 66 ]  |
| Pyeonghae Hwang                 | 평해 황씨 | 平海黃氏 | 137 150    | [ 67 ]  |
| Hansan Yi                       | 한산 이씨 | 韓山李氏 | 136 615    | [ 68 ]  |
| Jeju Yang                       | 제주 양씨 | 濟州梁氏 | 133 355    | [ 69 ]  |
| Jeonui Yi                       | 전의 이씨 | 全義李氏 | 133 237    | [ 70 ]  |
| Cheonan Jeon                    | 천안 전씨 | 天安全氏 | 133 074    | [ 71 ]  |
| Yangcheon Heo                   | 양천 허씨 | 陽川許氏 | 130 286    | [ 72 ]  |
| Damyang Jeon                    | 담양 전씨 | 潭陽田氏 | 128 007    | [ 73 ]  |
| Hampyeong Yi                    | 함평 이씨 | 咸平李氏 | 125 419    | [ 74 ]  |
| Yeongwol Eom                    | 영월 엄씨 | 寧越嚴氏 | 124 697    | [ 75 ]  |
| Hamyang Park                    | 함양 박씨 | 咸陽朴氏 | 123 688    | [ 76 ]  |
| Jinju Ha                        | 진주 하씨 | 晋州河氏 | 121 054    | [ 77 ]  |
| Gimhae Heo                      | 김해 허씨 | 金海許氏 | 121 031    | [ 78 ]  |
| Neungseong Gu                   | 능성 구씨 | 綾城具氏 | 120 503    | [ 79 ]  |
| Chungju Ji                      | 충주 지씨 | 忠州池氏 | 118 211    | [ 80 ]  |
| Goryeong Shin                   | 고령 신씨 | 高靈申氏 | 116 966    | [ 81 ]  |
| Hapcheon Yi                     | 합천 이씨 | 陜川李氏 | 115 462    | [ 82 ]  |
| Pungyang Jo                     | 풍양 조씨 | 豊壤趙氏 | 113 798    | [ 83 ]  |
| Gigye Yu                        | 기계 유씨 | 杞溪兪氏 | 113 430    | [ 84 ]  |
| Seonsan Kim (da Kim Seong-gung) | 선산 김씨 | 善山金氏 | 109 682    | [ 85 ]  |
| Seonsan Kim (da Kim Chu-gye)    | 선산 김씨 | 善山金氏 | 109 682    | [ 85 ]  |
| Wonju Won                       | 원주 원씨 | 原州元氏 | 109 505    | [ 86 ]  |
| Naju Na                         | 나주 나씨 | 羅州羅氏 | 108 139    | [ 87 ]  |
| Pungcheon Im                    | 풍천 임씨 | 豊川任氏 | 99 986     | [ 88 ]  |
| Yeoyang Jin                     | 여양 진씨 | 驪陽陳氏 | 97 372     | [ 89 ]  |
| Yeongcheon Yi                   | 영천 이씨 | 永川李氏 | 94 491     | [ 90 ]  |
| Cheongpung Kim                  | 청풍 김씨 | 淸風金氏 | 94 468     | [ 91 ]  |
| Naju Jeong                      | 나주 정씨 | 羅州鄭氏 | 93 845     | [ 92 ]  |
| Chogye Jeong                    | 초계 정씨 | 草溪鄭氏 | 93 586     | [ 93 ]  |
| Byeokjin Yi                     | 벽진 이씨 | 碧珍李氏 | 91 907     | [ 94 ]  |
| Seongju Bae                     | 성주 배씨 | 星州裵氏 | 90 239     | [ 95 ]  |
| Suncheon Park                   | 순천 박씨 | 順天朴氏 | 87 631     | [ 96 ]  |
| Goseong Yi                      | 고성 이씨 | 固城李氏 | 84 383     | [ 97 ]  |
| Andong Jang                     | 안동 장씨 | 安東長氏 | 83 961     | [ 98 ]  |
| Yeongsan Shin                   | 영산 신씨 | 靈山辛氏 | 83 798     | [ 99 ]  |
| Naju Jeong                      | 나주 정씨 | 羅州丁氏 | 82 863     | [ 100 ] |
| Samcheok Kim                    | 삼척 김씨 | 三陟金氏 | 79 985     | [ 101 ] |
| Yeonan Kim                      | 연안 김씨 | 延安金氏 | 79 788     | [ 102 ] |
| Muan Park                       | 무안 박씨 | 務安朴氏 | 78 817     | [ 103 ] |
| Gyeongju Son                    | 경주 손씨 | 慶州孫氏 | 78 450     | [ 104 ] |
| Cheongdo Kim                    | 청도 김씨 | 淸道金氏 | 75 567     | [ 105 ] |